# Adolf z Guelders
Adolf z Guelders (12. únor 1438 – 27. červen 1477, Tournai) byl v letech 1465–1471 a v roce 1477 vévodou z Guelders a hrabětem ze Zutphen.
Byl synem Arnolda z Guelders a Kateřiny Klevské.
V bitvě o dědictví byl v roce 1465 uvězněn vlastním otcem. Adolfa podporoval Filip III. Dobrý a udělil mu Řád zlatého rouna. V roce 1468 vyhrál bitvu u Straelenu proti Klevsku, ale Karel Smělý znovu dosadil jeho otce Arnolda, a Adolf byl zajat v Hesdinu.
Po smrti Karla Sličného v roce 1477 byl osvobozen Vlámy.
Zemřel toho samého roku při obléhání Tournai poté, co ho Guelders uznalo jak vévodu. Byl pohřben v katedrále Notre Dame v Tournai.

## Rodina a potomci
Adolf se v roce 1463 oženil s Kateřinou Bourbonskou, dcerou Karla I. Bourbonského. Měli spolu dvojčata:
- Filipa z Guelders (9. listopadu 1467 – 28. února 1547), ⚭ 1485 René II. Lotrinský (2. května 1451 – 10. prosince 1508), vévoda lotrinský
- Karel II. z Guelders (9. listopadu 1467 – 30. června 1538), vévoda z Guelders, hrabě ze Zutphenu, ⚭ 1519 Alžběta Brunšvicko-Lüneburská (11. září 1494 – 2. dubna 1572)